# Eucithara albivestis
Eucithara albivestis is een slakkensoort uit de familie van de Mangeliidae. De wetenschappelijke naam van de soort is voor het eerst geldig gepubliceerd in 1934 door Pilsbry.